# Фабричне (Росія)
Фабри́чне (рос. Фабричне) — селище у складі Туринського міського округу Свердловської області.
Населення — 1083 особи (2010, 1307 у 2002).
Національний склад населення станом на 2002 рік: росіяни — 95 %.